# Georg Arends (Pharmazeut)
Georg Arends (* 18. Dezember 1862 in Chemnitz; † 23. Dezember 1946 ebenda) war ein deutscher Apotheker und pharmazeutischer Schriftsteller.

## Leben
Er war der Sohn des Chemnitzer Kaufmanns Emil Arends. Nach dem Besuch der Oberrealschule in Dresden schloss er 1879 die Lehre zum Apotheker in Meißen erfolgreich ab. Dann ging er zum Studium an die Universität Leipzig, wo er 1887 die Staatsprüfung ablegte. Ab 1889 war er als Chemiker in einer Leipziger Fabrik tätig. 
1895 wurde Georg Arends wissenschaftlicher Redakteur der Pharmazeutischen Zeitung in Berlin. Dieses Amt übte er bis 1908 aus. Auch in den folgenden Jahren, als er in Chemnitz die von ihm 1908 gegründete Elisabeth-Apotheke leitete, legte er mehrere Publikationen zu pharmazeutischen Themen vor. 1937 setzte er sich zur Ruhe und starb ein Jahr nach Ende des Zweiten Weltkrieges.
Er führte den Titel eines Medizinalrats.

## Familie
1892 heiratete Georg Arends Elissabeth Heyner aus Leipzig. Aus der Ehe gingen der Sohn Johannes (* 1894) und die Tochter Marie (* 1896) hervor. Der Sohn Johannes Arends’ trat in die Fußstapfen des Vaters. Gemeinsam veröffentlichten sie in den 1930er Jahren das Werk Die Tablettenfabrik und ihre maschinellen Hilfsmittel.

## Veröffentlichungen (Auswahl)
- Synonymen-Lexikon. Eine Sammlung der gebräuchlichsten gleichbedeutenden, Benennungen. Ein Hand- und Nachschlagebuch für Apotheker, Chemiker, Drogisten u. A., Leipzig, 1891.
- mit Anrold Rathje: Neue Arzneimittel und pharmazeutische Spezialitäten einschließlich der neuen Drogen, Organ- und Serumpräparatee, mit zahlreichen Vorschriften zu Ersatzmitteln und einer Erklärung der gebräuchlichsten medizinischen Kunstausdrücke, Berlin, 1913.
- Spezialitäten und Geheimmittel. Aus den Gebieten der Medizin, Technik Kosmetik und der Nahrungsmittelindustrie Ihre Herkunft und Zusammensetzung, 7. Aufl., Berlin, Heidelberg, 1919.
- Volkstümliche Anwendung der einheimischen Arzneipflanzen. 2. Auflage. Berlin 1925.
- mit Johannes Arendes: Die Tablettenfabrik und ihre maschinellen Hilfsmittel, 4. Aufl., Berlin, 1938.
- als Hrsg. mit H. Zörnig und Georg Frerichs: Hagers Handbuch der pharmazeutischen Praxis. Für Apotheker, Arzneimittelhersteller, Drogisten, Ärzte und Medizinalbeamte. 2 Bände. Berlin, 1938.